# 三江彩花
三江 彩花（みえ あやか、1994年5月9日 - ）は、日本の女優、歌手、タレント。本名同じ。主な愛称は、あーやん、みえちゃん。兵庫県尼崎市出身。サンプロモーションエンターテイメント所属。夫はプロサッカー選手でガンバ大阪所属の岸本武流。

## 来歴
2011年、ジョリーロジャーによる中高生ユニットのアイドルグループ『ステーション♪』に抜擢され、メンバーとして芸能界デビュー。アイドルとしての活動を開始。
2013年、ステーション♪を卒業、所属事務所も辞め、女優業専念すべく、アービング→舞夢プロを経て2020年、サンプロモーションエンターテイメントに所属し、鉄道タレント、女優、阪神タイガースの応援番組のMCなど幅を広げて活動中。
2024年3月24日に自身のインスタグラムを更新し、3月15日にプロサッカー選手でガンバ大阪に所属する岸本武流と結婚していたことを報告した。

## 性格・趣味・特技・交友関係
- 彩花の由来は彩る花のように華やかに優しく凛とした女性に育ってほしいことから
- 性格は、アイドル時代はおっとり癒し系担当しており、また天然ボケな一面ももっている。
- 漢字が弱いところが特徴でもある。
- 趣味は手料理、スポーツ観戦、温泉旅行、占い、無駄な長電話、競馬、将棋、麻雀。
- 特技は道に迷わない（あやナビ）、バイオリン、大食い、メンタル心理カウンセラーの資格取得。
- 好きな食べ物は、寿司、タン、納豆、ビール。

## 出演
役名の太字は主演作品。

### テレビ番組
- ほぼほぼ　～真夜中のツギクルモノ探し～（2016年12月3日、テレビ東京）
- ラッピー×ワッピー（2017年1月・3月21日、読売テレビ）
- プロ野球 阪神タイガース 対 中日ドラゴンズ（2020年7月25日、毎日放送） - 副音声ゲスト

### WEB配信
- 韓国yotuber番組 『ADBCTV』 - ゲスト出演、街頭インタビュー
- 鉄道チャンネル『しゃべ鉄気分!』（2020年6月 - ）
- エンゲート『阪神タイガース応援番組』（2020年7月24日） - MC
- ぷくすけ!『伊原薫のトレイン倶楽部』

### テレビドラマ
- 12星座とガールフレンド（2014年4月、TOKYO MX） - 蟹座
- 企業VP 日本航空　JALインフォマーシャルミニドラマ 『夢の翼』（2014年）
- 恋愛クラッシャーAYAKA（2015年10月 - ） - 主演、WEBドラマ
- SHIBUYA零丁目（2016年4月、フジテレビ）
- 私結婚できないんじゃなくて、しないんです（2016年4月、TBSテレビ） - オーガニック店員 役
- こえ恋（2016年7月、テレビ東京） - 準レギュラー
- ラブラブエイリアン 第9話（2016年9月7日、フジテレビ） - 韓国人女優ソナ 役
- 獄門等（2016年11月、NHK BSプレミアム） - 町娘 役
- 連続テレビ小説『ひよっこ』（2017年4月17日 - 22日・29日、NHK総合テレビ・NHK BSプレミアム） - 両毛新聞記者 役・みね子のクラスメイト 役
- 日曜劇場『ごめん、あいしてる』 第1話（2017年7月、TBSテレビ） - 韓国人女性 役
- THE BLACK company（2018年3月、フジテレビ） - 柴田 役
- ドラマ24『東京センチメンタル〜55歳。あ。また恋しちゃったかも〜』（2018年、テレビ東京）
- ドラマ25『恋のツキ』 第9話（2018年8月、テレビ東京）
- 芸能生活35周年特別企画 船越英一郎殺人事件（2018年8月24日、フジテレビ） - 看護婦 役
- ブレイクマンデー24『ザ・ブラックカンパニー』 第2話 - 第6話（2018年8月27日 - 9月24日、フジテレビ）
- ドラマ24『忘却のサチコ』 第9歩（2018年12月7日、テレビ東京）
- 猪又進と8人の喪女 第4話（2019年11月、関西テレビ）

### 映画
- あなたの知らない怖い話 劇場版（2012年6月） - 友人 役
- 絶叫 パッケージ、同窓会（2012年9月） - 主演
- アルプス女学園（2014年9月） - 生徒 役
- 9つの窓（2016年1月） - OLアヤカ 役
- 結婚（2017年6月公開）
- 蝶のよう眠る（2017年公開）
- カップケーキ（2018年公開） - 日中合作映画
- がっこうぐらし！（2018年1月公開）
- かぞくいろ（2018年11月公開）
- マスカレードホテル（2019年1月）
- Bの戦場（2019年3月公開）
- 『16』と10年。遠く。（2020年公開）

### その他の出演
- 博多駅新幹線1日駅長（2014年）
- テレビ大阪主催 鉄道博2014（2014年1月4日 - 7日、大阪ビジネスパーク円形ホール） - ゲスト出演
- 東海テレビ主催 鉄道博2014（2014年3月） - ゲスト出演
- PV「あの日の歌」grassbird（2014年4月）
- TOKYO BOYS COLLECTION スペシャルステージ（2015年2月、代々木第一体育館）
- 中之島中央公会堂日韓50周年交流イベント（2015年8月8日） - MC
- PV「Day by Day」inssum（2017年3月）

### 書籍出演
- ニコ☆プチ 創刊号（2006年9月13日、新潮社）
- FLASH 「鉄道検定模擬試験」（2012年5月22日、光文社）
- J-POP GIRLS キュン！ vol.6（2012年11月1日、コスミック出版）
- 月間デビュー 読者投票1位（2013年）
- 関西ウォーカー特別号　鉄道旅ページ（2019年 - ） - レギュラー掲載

### その他の出演
- 「ステーション♪」を参照